# Reto Götschi
Reto Götschi, né le 25 décembre 1965 à Hausen am Albis, est un bobeur suisse ayant notamment remporté une médaille aux Jeux olympiques et trois aux championnats du monde.

## Carrière
Reto Götschi participe en bob à deux aux Jeux olympiques d'hiver de 1994 organisés à Lillehammer en Norvège avec Guido Acklin, dans le bob Suisse II. Il termine deuxième, à cinq centièmes de l'autre bob suisse. Reto Götschi remporte également trois médailles aux championnats du monde : le bronze en 1996, à Calgary au Canada, et l'or en 1997, à Saint-Moritz en Suisse, avec Acklin et l'argent en 2001 à Saint-Moritz avec Cédric Grand. Il est aussi sixième aux Jeux olympiques d'hiver de 1998 à Nagano au Japon avec Acklin.

## Palmarès

### Jeux olympiques
- Médaille d'argent aux Jeux olympiques d'hiver de 1994 à Lillehammer en Norvège dans l'épreuve du bob à deux.

### Championnats du monde
- Médaille d'or dans l'épreuve du bob à deux lors des championnats de 1997.
- Médaille d'argent dans l'épreuve du bob à deux lors des championnats de  2001.
- Médaille de bronze dans l'épreuve du bob à deux lors des championnats de  1996.